# BUMIX
A BUMIX tőzsdei index a Budapesti Értéktőzsde közepes és kis kapitalizációjú cégek részvényeinek mozgását mutatja meg. Az index kalkulációja a Xetra tőzsdei kereskedési rendszerben jegyzett árak alapján történik. 

## Összetétele
| Név                              | Tőzsde | Ticker      | Szektor                       | Index súly (%) |
| -------------------------------- | ------ | ----------- | ----------------------------- | -------------- |
| 4iG                              | BÉT    | 4IG         | Szoftver és IT-szolgáltatások | 11,18          |
| ALTEO Energiaszolgáltató Nyrt.   | BÉT    | ALTEO       | Energetika                    | 7,72           |
| ANY Biztonsági Nyomda Nyrt.      | BÉT    | ANY         | Egyéb ipari termékek          | 13,18          |
| Appeninn Nyrt.                   | BÉT    | APPENINN    | Egyéb pénzügyi szolgáltatások | 4,37           |
| AutoWallis Nyrt.                 | BÉT    | AUTOWALLIS  | Egyéb pénzügyi szolgáltatások | 6,81           |
| Budapesti Ingatlan Nyrt.         | BÉT    | BIF         | Ingatlan                      | 9,10           |
| CIG Pannónia Életbiztosító Nyrt. | BÉT    | CIGPANNONIA | Biztosítás                    | 4,13           |
| Delta Technologies Nyrt.         | BÉT    | DELTA       | Informatika                   | 4,18           |
| Duna House Holding Nyrt.         | BÉT    | DUNAHOUSE   | Ingatlan                      | 2,21           |
| Graphisoft Park SE               | BÉT    | GSPARK      | Ingatlan                      | 9,11           |
| Masterplast Nyrt.                | BÉT    | MASTERPLAST | Építőipar                     | 8,04           |
| MBH Bank Jelzálogbank Nyrt.      | BÉT    | MBHJB       | Jelzáloghitel refinanszírozás | 4,75           |
| PannErgy Nyrt.                   | BÉT    | PANNERGY    | Egyéb ipari szolgáltatások    | 3,88           |
| Zwack                            | BÉT    | ZWACK       | Italgyártás és forgalmazás    | 3,72           |
| WABERER`S INTERNATIONAL Nyrt.    | BÉT    | WABERERS    | Árufuvarozás                  | 7,55           |